# Genesis XIX
Genesis XIX è il quindicesimo album in studio della band thrash metal tedesca Sodom, pubblicato nel 2020 e primo con la nuova formazione che vede il rientro dello storico chitarrista Frank Blackfire.
Come per il precedente Decision Day, anche questa uscita vede la partecipazione di Joe Petagno che firma la copertina dell'album.

## Tracce
1. Blind Superstition – 1:02
2. Sodom & Gomorrah – 4:06
3. Euthanasia – 3:54
4. Genesis XIX – 7:09
5. Nicht Mehr Mein Land – 4:29
6. Glock 'n' Roll – 5:02
7. The Harpooneer – 7:10
8. Dehumanized – 3:53
9. Occult Perpetrator – 4:53
10. Waldo & Pigpen – 6:25
11. Indocrination – 3:10
12. Friendly Fire – 3:36

## Formazione
- Tom Angelripper – voce, basso
- Frank Blackfire – chitarra
- Yorck Segatz – chitarra
- Toni Merkel – batteria